# Unterwollanig
Unterwollanig je naselje Statutarnega mesta Beljak na Koroškem v Avstriji.